# إليوكاربس أوبوفاتوس
إليوكاربس أوبوفاتوس شجرة الغابات المطيرة في شرق أستراليا . تنمو من بالقرب من نيو ساوث ويلز وبروسيرباين ، كوينزلاند (20 ° S) في المناطق الاستوائية.
تنمو في الغابات الماطرة المنخفضة الاستوائية وشبه الاستوائية. وتنتشر بشكل أقل في الغابات الماطرة الداخلية الجافة ، والغابات الماطرة الساحلية وفي مناطق المستنقعات على مستوى البحر.

## وصف
هي شجرة كبيرة ومثيرة للإعجاب، يصل ارتفاعها إلى 45 مترًا، و150 سم في قطر الجذع. اللحاء الخارجي أملس ورمادي ورقيق. الجذع أسطواني على الرغم من أنه مدعوم للغاية، خاصة في الأشجار الكبيرة.
الأوراق مستبعدة أو بيضاوية الشكل ، متناوبة ومسننة في الثلثين العلويين من الورقة.
يرفع الضلع الأوسط على الأسطح العلوية والسفلية ، وتكون الأوردة الجانبية والأوردة الصافية أكثر وضوحًا تحت الورقة.
تظهر الزهور البيضاء من سبتمبر إلى نوفمبر على عذقة الفاكهة، وهي عبارة عن نحلة زرقاء يقدر طولها ما بين 6 إلى 12 ملم. تظهر في شكل بيضاوي أو كروي يحتوي على مركز صلب خشن وبذرة واحدة. تبدأ في الإثمار من يناير إلى أبريل، مثل العديد من أشجار إليوكاربوس الأسترالية ، يكون وضعها بطيء وصعب. ومع ذلك أثبتت نجاحًا أكبر.